# Karin Kneissl
Karin Kneissl (Wenen, 18 januari 1965) is een Oostenrijkse journaliste, diplomaat en politica. Van 18 december 2017 tot 3 juni 2019 was ze minister van Buitenlandse Zaken in het kabinet-Kurz I. Ze is onder meer bekend voor haar pro-Russische houding, en woont ondertussen ook in Rusland, waar ze leiding geeft aan een denktank verbonden aan de universiteit van Sint-Petersburg. 

## Biografie
Kneissl werd geboren in Wenen, maar verhuisde in haar jeugd naar Amman, de hoofdstad van Jordanië. In haar jeugd was ze al veel betrokken bij de politieke ontwikkelingen in het land. Van 1983 tot 1987 studeerde ze aan de Universiteit van Wenen, waarna ze verder studeerde aan de Hebreeuwse Universiteit van Jeruzalem en de Universiteit van Jordanië in Amman. Hierna werkte ze voor het Oostenrijkse ministerie van Buitenlandse Zaken om later diplomaat te worden.
Kneissl is bekend om de felle kritiek die ze gaf op onder meer de Europese Unie (met name op toenmalig commissievoorzitter Jean-Claude Juncker) en op migratie. Ze was voorstander van de onafhankelijkheid van Catalonië. In december 2017 werd de partijloze Kneissl door de FPÖ voorgedragen om minister van Buitenlandse Zaken te worden in het eerste kabinet van Sebastian Kurz. Ze bekleedde deze functie tot juni 2019.

### Persoonlijk
In augustus 2018 trouwde Kneissl met Wolfgang Meilinger. Onder anderen de Russische president Vladimir Poetin was hierbij aanwezig. Naast haar moedertaal Duits spreekt Kneissl Arabisch, Engels, Frans, Spaans en Italiaans.